# Astiphromma luridum
Astiphromma luridum är en stekelart som beskrevs av Schwenke 1999. Astiphromma luridum ingår i släktet Astiphromma och familjen brokparasitsteklar. Inga underarter finns listade.